# Ben Nighthorse Campbell
Pour les articles homonymes, voir Campbell.
Benny Campbell, dit Ben Nighthorse Campbell, né le 13 avril 1933 à Auburn (Californie), est un homme politique et judoka américain. 

## Biographie

### Carrière sportive
Après avoir remporté les championnats des États-Unis de judo en 1961, 1962 et 1963, ainsi que les Jeux panaméricains de 1963, il participe aux Jeux olympiques d'été de 1964 à Tokyo, terminant sixième de la catégorie open.

### Carrière politique
Il est élu du Colorado à la Chambre des représentants des États-Unis de 1987 à 1993, puis au Sénat des États-Unis de 1993 à 2005. D'abord membre du Parti démocrate, il rejoint le Parti républicain en 1995 à la suite de la révolution républicaine.